# 1-я пехотная дивизия (Германская империя)
1-я пехотная дивизия (нем. 1. Division) — подразделение прусской и германской армий. Была сформирована в Кёнигсберге в марте 1816 года в качестве пехотной бригады. С 5 сентября 1818 года — 1-я дивизия. Распущена в 1919 году в ходе демобилизации германской армии после окончания Первой мировой войны.

Дивизия принимала участие в сражениях в ходе войны с Австрией и Франко-прусской войны.

В начале Первой мировой войны находилась на восточном фронте. В марте 1916 года была переброшена на запад и участвовала в сражении под Верденом. После нескольких месяцев боёв за форт Во, была отведена с фронта и вновь переброшена на восток для участия в наступлении против Румынии. В конце 1917 года вновь вернулась под Верден и до окончания войны сражалась на западном фронте.

## Состав
- 1-я пехотная бригада (1. Infanterie-Brigade) в Тильзите
  - Гренадерский полк «Кронпринц» (1-й Восточно-Прусский) № 1 (Grenadier-Regiment „Kronprinz“ (1. Ostpreußisches) Nr. 1) в Кёнигсберге
  - Пехотный полк «фон Бойен» (5-й Восточно-Прусский) № 41 (Infanterie-Regiment „von Boyen“ (5. Ostpreußisches) Nr. 41) в Тильзите и 3-й батальон в Мемеле
- 2-я пехотная бригада (2. Infanterie-Brigade) в Кёнигсберге
  - Гренадерский полк «Король Фридрих Вильгельм I» (2-й Восточно-Прусский) № 3 (Grenadier-Regiment „König Friedrich Wilhelm I.“ (2. Ostpreußisches) Nr. 3) в Кёнигсберге
  - Пехотный полк «Герцог Карл фон Мекленбург-Штрелиц» (6-й Восточно-Прусский) № 43 (Infanterie-Regiment „Herzog Karl von Mecklenburg-Strelitz“ (6. Ostpreußisches) Nr. 43) в Кёнигсберге и 2-й батальон в Пиллау
- 1-я кавалерийская бригада (1. Kavallerie-Brigade) в Кенигсберге
  - Кирасирский полк «Граф Врангель» (Восточно-Прусский) № 3 (Kürassier-Regiment „Graf Wrangel“ (Ostpreußisches) Nr. 3) в Кёнигсберге
  - Драгунский полк «Принц Альбрехт Прусский» (Литовский) № 1 (Dragoner-Regiment „Prinz Albrecht von Preußen“ (Litthauisches) Nr. 1) в Тильзите
- 1-я бригада полевой артиллерии (1. Feldartillerie-Brigade) в Кёнигсберге
  - 1-й Восточно-прусский полевой артиллерийский полк № 16 (1. Ostpreußisches Feldartillerie-Regiment Nr. 16) в Кёнигсберге
  - 2-й Восточно-прусский полевой артиллерийский полк № 52 (2. Ostpreußisches Feldartillerie-Regiment Nr. 52) в Кёнигсберге